# Jandi Meriah
Jandi Meriah is een bestuurslaag in het regentschap Karo van de provincie Noord-Sumatra, Indonesië. Jandi Meriah telt 1248 inwoners (volkstelling 2010).